# 인천가족공원
인천가족공원은 인천광역시 부평구에 위치한 화장장, 공동묘지, 봉안당이 모여있는 추모시설이다. 현재 장례식장은 이곳에 없고, 반려동물을 위한 장묘 시설도 물론 없다.

## 유명한 안장자

### 2000년대
| 고인 이름            | 직업       | 사망일                |
| -------------------- | ---------- | --------------------- |
| 육우당(본명: 윤현석) | 학생운동가 | 2003년 4월 26일(18세) |

### 2010년대
| 강태기(본명: 강성호)                                | 배우      | 2013년 3월 12일(62세)  |
| 세월호 침몰 사고 일반인 희생자 (2014년 4월 16일 ~ ) |           |                        |
| 박은진                                              | 야구 선수 | 2017년 10월 21일(53세) |
| 이미지(본명: 김정미)                                | 배우      | 2017년 11월 11일(57세) |

### 2020년대
| 고인 이름                  | 직업           | 사망일                 |
| -------------------------- | -------------- | ---------------------- |
| 임희춘(본명: 임진상)       | 코미디언       | 2020년 2월 2일(86세)   |
| 이화례                     | 슈퍼센티네리언 | 2020년 5월 17일(121세) |
| 오인혜                     | 배우           | 2020년 9월 4일(36세)   |
| 진엘론머스크(본명: 진현기) | 인터넷 방송인  | 2020년 7월 8일(40세)   |
| 박지선                     | 개그우먼       | 2020년 11월 2일(35세)  |
| 빅죠(본명: 벌크 조셉)      | 가수           | 2021년 1월 6일(42세)   |
| 경동호                     | 방송인         | 2021년 1월 7일(39세)   |
| 임지호                     | 요리연구가     | 2021년 6월 12일(65세)  |

## 교통
- 도시 철도
  - 인천 도시철도 1호선 : 부평삼거리역
  - 수도권 전철 1호선 : 백운역
- 버스 : 2, 20, 30, 34, 45, 111-2, 539번을 이용해야 함